# Vlag van Bergen (Noord-Holland)

De officieuze logovlag van de Gemeente Bergen toont het gemeentelogo
(sinds 2001)

De vlag van Bergen is niet officieel vastgesteld. De Noord-Hollandse gemeente en het dorp Bergen kent verschillende vlaggen. De gemeente hanteert sinds 2001 een logovlag die het gemeentelogo toont. Logovlaggen worden niet opgenomen in het vlaggenregister van de Hoge Raad van Adel omdat ze zich niet aan de regels van de vlaggenleer houden. Deze vlaggen vertegenwoordigen meestal enkel de gemeentelijke organisatie, en niet de burgers of het grondgebied. Voor 2001 zou de gemeente een gele vlag met rode leeuw gebruikt hebben. Ook deze vlag kende weinig populariteit.
Het dorp Bergen kent een eigen dorpsvlag of volksvlag, die afgeleid is van het oude wapen van Bergen. Deze rode vlag met een witte diagonaal en 6 merels ziet men vaker aan de huizen hangen. Ook van het huidige gemeentewapen is een  volksvlag afgeleid om de gemeente te vertegenwoordigen. 

## Informele vlaggen

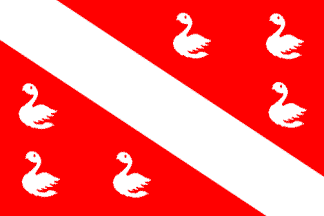
Informele dorpsvlag van Bergen

Informele gemeentevlag van Bergen

De informele dorpsvlag van Bergen, is gebaseerd op het dorpswapen uit 1921, rood met een witte dwarsbalk, met aan iedere zijde van de dwarsbalk, zoomsgewijs drie witte merletten. De dorpsvlag van Bergen is bijna identiek aan de vlag van Oostkamp in het Belgische West-Vlaanderen. 
Deze vlag kan als volgt worden beschreven:
Rood met een witte dwarsbalk volgens de broekdiagonaal, omzoomd met zes witte merletten waarvan drie in de broekhoek en drie in de vluchtop.
De informele gemeentevlag, of gemeentelijke volksvlag van Bergen toont vijf diagonale banden van afwisselend rood en geel met zoomsgewijs merletten in afwisselend rood en wit. De vlag is een afgeleiden van het gemeentewapen, die de keuren en elementen van Egmond, Schoorl en Bergen verenigt. 
Deze vlag kan als volgt worden beschreven:
Linksgeschuind van vijf stukken in afwisselend rood en geel, omzoomd met acht merletten in wit en rood

## Voormalige vlag

Voormalige gemeentevlag van Bergen (voor 2001)

Voor de gemeentelijke herindeling van 2001, waarbij de gemeenten Egmond en Schoorl aan Bergen werden toegevoegd, zou de gemeente in plaats van de Bergse dorpsvlag een gele vlag met rode leeuw gebruikt hebben. Het is onduidelijk hoe deze gebruikt werd en of deze ooit officieel was vastgesteld. Deze rode leeuw op goud of geel met blauwe tong en nagels is het symbool van de graven van Holland. De vlag was dus niet afgeleid van het oude gemeentewapen maar van het oude wapen van het Graafschap Holland. De afbeelding komt ook terug in het oude wapen van Schoorl en is nog steeds terug te vinden in het wapen van Noord-Holland. 
De vlag kan als volgt worden beschreven:
Vierkant, geel, beladen met een rode klimmende leeuw, met een blauwe tong en nagels.

## Verwante afbeeldingen

Wapen van Bergen (2001-heden)
Wapen van Bergen (1921-2001)
Wapen van Egmond (1978-2001)
Wapen van Schoorl (1925-2001)
Vlag van Oostkamp

Aalsmeer · Alkmaar · Amstelveen · Amsterdam · Bergen · Beverwijk · Blaricum · Bloemendaal · Castricum · Den Helder · Diemen · Dijk en Waard · Drechterland · Edam-Volendam · Enkhuizen · Gooise Meren · Haarlem · Haarlemmermeer · Heemskerk · Heemstede · Heiloo · Hilversum · Hollands Kroon · Hoorn · Huizen · Koggenland · Landsmeer · Laren · Medemblik · Oostzaan · Opmeer · Ouder-Amstel · Purmerend · Schagen · Stede Broec · Texel · Uitgeest · Uithoorn · Velsen · Waterland · Wijdemeren · Wormerland · Zaanstad · Zandvoort
Abbekerk
· Assendelft
· Bergen
· Bovenkarspel
· Buitenveldert
· Bussum
· De Rijp
· Driemond
· Groet
· Grootschermer
· Graft
· Hauwert
· Huisduinen
· Julianadorp
· Koog aan de Zaan
· Krommenie
· Krommeniedijk
· Lambertschaag
· Marken
· Middelie
· Muiden
· Muiderberg
· Naarden
· Nauerna
· Nibbixwoud
· Nieuw-Vennep
· Omval
· Opperdoes
· Rijsenhout
· Sijbekarspel
· Sint Pancras
· Sloten
· Spaarndam
· Vogelenzang
· Weesp
· Wijk aan Zee
· Wormerveer
· Zaandijk
· Zwaagdijk-West